# Диасхизма
Диасхи́зма (др.-греч. διασχίσμα, лат. diaschisma), также уменьшённая комма — микроинтервал, равный разности дидимовой (синтонической) коммы и схизмы и, таким образом, имеющий отношение частот верхнего и нижнего звука, равное
{\displaystyle {\frac {81}{80}}:{\frac {32805}{32768}}={\frac {2^{11}}{3^{4}\cdot 5^{2}}}={\frac {2048}{2025}}}, или 19,5526 ц.
Диасхизма, так же как большая и малая диесы, соответствует уменьшённой секунде в чистом строе (то есть интервалу вида C—Deses, Cis—Des, E—Fes, Eis—F и т.п.).

## Связь диасхизмы с другими интервалами
Диасхизма может быть различным образом выражена через другие интервалы чистого строя, как показано в следующей таблице. Каждое из этих выражений может быть принято за определение диасхизмы.
|   | диасхизма как                                                    | соответствующая формула                                           |                                         |
| - | ---------------------------------------------------------------- | ----------------------------------------------------------------- | --------------------------------------- |
| 1 | разность малой диесы и дидимовой коммы                           | {\displaystyle {\frac {128}{125}}:{\frac {81}{80}}=}              | {\displaystyle \ ={\frac {2048}{2025}}} |
| 2 | разность уменьшенной квинты и увеличенной кварты (чистого строя) | {\displaystyle {\frac {64}{45}}:{\frac {45}{32}}=}                | {\displaystyle \ ={\frac {2048}{2025}}} |
| 3 | разность двух диатонических полутонов и большего целого тона     | {\displaystyle \left({\frac {16}{15}}\right)^{2}:{\frac {9}{8}}=} | {\displaystyle \ ={\frac {2048}{2025}}} |
Иногда в качестве основного определения принимается первое из указанных выше. Оно может быть проиллюстрировано следующим образом. Если от звука (высоты) C отложить подряд три чистых больших терции (с отношением частот 5 : 4):
C—E—Gis—His, то полученный таким образом звук His окажется ниже звука c (находящегося октавой выше исходного звука C), и интервал His—c (уменьшённая секунда) будет равен малой диесе (128 : 125). Если же в данной цепочке терций C—E—Gis—His в качестве одной из них будет взята не чистая большая терция, а пифагорова (то есть дитон), которая шире чистой большой терции на дидимову комму, то и звук His в конце цепочки окажется выше, чем в предыдущем построении, на ту же дидимову комму, а интервал His—c в таком случае будет равен разности малой диесы и дидимовой коммы, то есть диасхизме.
Для построения диасхизмы от звука с можно отложить от него вниз две чистые большие терции и два (бо́льших) целых тона в любом порядке, например: c—As—Ges—Eses—Deses, а затем полученный звук (Deses) поднять на октаву вверх. Полученная уменьшённая секунда c—deses будет равна диасхизме.
Акустическое неравенство уменьшённой квинты и увеличенной кварты в чистом строе иллюстрируется следующим образом. Если произвести следующее откладывание интервалов от исходного звука C:
C—F—G—H—f,
где C—F — чистая кварта (4 : 3), C—G — чистая квинта (3 : 2), G—H — чистая большая терция (5 : 4), F—f — октава (2 : 1), то отношение частот звуков увеличенной кварты F—H (45 : 32) окажется меньше отношения частот звуков уменьшенной квинты H—f (64 : 45). Разность этих интервалов будет равна диасхизме (см. 2-ю строку таблицы). При этом увеличенная кварта оказывается состоящей из двух бо́льших (9 : 8) и одного меньшего (10 : 9) целого тона, а уменьшенная квинта — из одного большего, одного меньшего целых тонов и двух диатонических полутонов (16 : 15). Следовательно, диасхизма также равна разности двух диатонических полутонов и большего целого тона (см. 3-ю строку таблицы).
Можно указать и другие соотношения, связывающие диасхизму с различными интервалами чистого и пифагорова строёв. Например, диасхизма равна разности лиммы и меньшего хроматического полутона чистого строя (25 : 24):
{\displaystyle {\frac {256}{243}}:{\frac {25}{24}}={\frac {2048}{2025}}}

## Исторические сведения
Первое упоминание терминов «диасхизма» и «схизма» в известных письменных источниках содержится — причём в латинском, а не греческом написании — в трактате Боэция «Основы музыки» (Mus. III.8). Однако этим терминам Боэций, ссылаясь на Филолая, придаёт смысл, отличный от принятого в настоящее время:
| лат. оригинал | рус. перевод |
| --- | --- |
| Philolaus igitur haec atque his minora spatia talibus definitionibus includit. Diesis, inquit, est spatium, quo maior est sesquitertia proportio duobus tonis. Comma vero est spatium, quo maior est sesquioctava proportio duabus diesibus, id est duobus semitoniis minoribus. Schisma est dimidium commatis, diaschisma vero dimidium dieseos, id est semitonii minoris. | Для этих и меньших, чем эти, интервалов Филолай даёт такие определения. Диеса, говорит он,— это интервал, на который сверхтретное отношение превосходит два тона. Комма — это интервал, на который сверхосминное отношение превосходит две диесы, то есть два малых (букв. меньших) полутона. Схизма — это половина коммы. Диасхизма — половина диесы, то есть малого полутона. |

В данном фрагменте Боэция интервалы «диеса» («меньший полутон») и «комма» соответствуют лимме и пифагоровой комме, поэтому — при строгой интерпретации — половины этих интервалов имеют следующие числовые выражения:
|                                              | отношение (частот)                                                              | величина в центах |
| -------------------------------------------- | ------------------------------------------------------------------------------- | ----------------- |
| половина коммы (схизма по Боэцию/Филолаю)    | {\displaystyle {\sqrt {\frac {531441}{524288}}}={\frac {729}{1024}}{\sqrt {2}}} | 11,7300           |
| половина лиммы (диасхизма по Боэцию/Филолаю) | {\displaystyle {\sqrt {\frac {256}{243}}}={\frac {16}{27}}{\sqrt {3}}}          | 45,1125           |
В современной теории эти два интервала иногда называют соответственно филолаевыми схизмой и диасхизмой; сам Боэций не даёт каких-либо числовых выражений для определённых им схизмы и диасхизмы.
Боэциево понимание диасхизмы (как «половины меньшего полутона», вообще говоря, без точного числового выражения) удерживалось на всём протяжении Средних веков (у Регино Прюмского, Энгельберта из Адмонта, Иеронима Моравского, Якоба Льежского, Псевдо-Тундстеда, Иоанна Боэна и мн. др.) и Возрождения (Уголино Орвиетский, Тинкторис, Глареан и др.). Вместе с тем эти авторы, если и указывали числовые отношения для диасхизмы (или схизмы), то пользовались для получения числового выражения «половины» соответствующего интервала не средним геометрическим (что соответствовало бы строгому определению половины интервала, но при этом бы приводило к иррациональным отношениям), но, в большинстве случаев, средним арифметическим или средним гармоническим.
Ф. Салинас в своём трактате «Семь книг о музыке» (1577) лишь кратко упоминает схизму и диасхизму в боэциевом понимании (отмечая иррациональность этих «интервалов древних»). Однако он приводит числовые отношения, соответствующие принятым в настоящее время определениям этих интервалов: интервал {\displaystyle 2048:2025} он вычисляет как «избыток» (лат. «excessus») двух полутонов ({\displaystyle 16:15}) над бо́льшим целым тоном; а интервал {\displaystyle 32805:32768} — как избыток пифагоровой коммы над «гармонической» (лат. comma harmonicum), то есть дидимовой.
Своеобразная трансформация понимания боэциева определения схизмы и диасхизмы произошла в Новое время, когда чистый (квинто-терцовый) строй, основы теории которого были заложены Дж. Царлино и Ф. Салинасом, уже стал общепринятой основой учения о музыкальных интервалах. Так, например, А. Веркмейстер (частично ссылаясь на Барифона) указывает в своей таблице интервалов, среди прочих, следующие:
|           | малая (лат. minus) | большая (лат. majus) |
| --------- | ------------------ | -------------------- |
| схизма    | 162:161            | 161:160              |
| диасхизма | 32:31              | 31:30                |
Веркмейстер не даёт каких-либо комментариев к данным определениям схизмы и диасхизмы, но из указанных числовых значений видно, что такие малая и большая схизма получаются делением дидимовой коммы ({\displaystyle 162:160=80:81}) «пополам» — точнее, делением с помощью арифметического среднего ({\displaystyle 161}) на две, хоть и очень мало отличающиеся друг от друга, но неравные части. Аналогично большая и малая диасхизма соответствуют двум частям («половинам») диатонического полутона ({\displaystyle 32:30=16:15}), получаемым с помощью арифметического среднего ({\displaystyle 31}). В принципе это соответствует боэциевым определениям схизмы как половины коммы и диасхизмы как половины (меньшего) полутона,если под коммой понимать не пифагорову, а дидимову комму, под полутоном — не лимму, а диатонический полутон чистого строя ({\displaystyle 16:15}), и, наконец, производить деление интервала «пополам» с помощью арифметического, а не геометрического среднего. (Поскольку в результате получаются неравные части, необходимо присутствуют термины «большая» и «малая».)
Ж.-Ф. Рамо приводит в своём «Трактате о гармонии» (1722) интервал {\displaystyle 2048:2025} под названием «уменьшённая комма» и определяет малую диесу ({\displaystyle 128:125}) как интервал, состоящий из двух комм (то есть дидимовой и уменьшённой). В более поздней работе («Новая система теоретической музыки», 1726) уменьшённую комму он называет малой, отличая её от большой (то есть дидимовой, {\displaystyle 81:80}). Разность этих комм (соответствующую схизме в современном определении, {\displaystyle 32805:32768}) Рамо называет «наименьшей полукоммой» (фр. Sémi-Comma minime). Л. Эйлер в «Опыте новой теории музыки» (1739) называет интервал {\displaystyle 2048:2025} диасхизмой, определяя его как разность малой диесы и (дидимовой) коммы. 
Определение схизмы как интервала {\displaystyle 32805:32768} появляется не позднее 1-й четверти XIX века. Оно принято в настоящее время, так же как и эйлерово определение диасхизмы, и было закреплено вместе с ним в таблицах музыкальных интервалов Г. Римана и А. Дж. Эллиса. Терминология, определённая этими таблицами, составляет основу современной.